# Tegalmijin
Tegalmijin is een bestuurslaag in het regentschap Bondowoso van de provincie Oost-Java, Indonesië. Tegalmijin telt 2564 inwoners (volkstelling 2010).